# Korpo
Korpo (in finlandese Korppoo) era un comune finlandese a maggioranza di lingua svedese di 846 abitanti, situato nella regione del Varsinais-Suomi. Il comune è stato soppresso nel 2009, confluendo nella nuova città di Väståboland.